# Kolber István
Kolber István (Orci, 1954. június 26. –) magyar jogász, politikus, 2002-től 2014-ig országgyűlési képviselő, 2004 és 2006 között regionális fejlesztésért és felzárkóztatásért felelős tárca nélküli miniszter.

## Élete
Kolber István 1954-ben született a Somogy megyei Orciban, Kolber Imre és Sebők Rózsa fiaként. 1972-ben érettségizett a kaposvári Táncsics Mihály Gimnáziumban, majd a Pécsi Tudományegyetem Állam- és Jogtudományi Karának hallgatója lett, ahol 1978-ban szerzett jogász diplomát. 1978-tól 1983-ig Somogy Megyei Tanács VB szervezési és jogi osztályán dolgozott előadóként, majd főelőadóként. 1983-ban jogi szakvizsgát tett, és 1988-ig az MSZMP Somogy Megyei Bizottsága Közigazgatási osztályának osztályvezető-helyettese volt.
1988 és 1991 között a megyei tanács törvényességi és jogi főosztályának vezetője volt. 1989-ben ingatlanforgalmi értékbecslő végzettséget szerzett. Több tanulmányutat tett Nagy-Britanniában, Franciaországban, Belgiumban, Németországban, Svédországban, Finnországban, Horvátországban és Kínában, valamint az Amerikai Egyesült Államokban. Az MSZMP tagja volt, majd 1989-ben az MSZP alapító tagja lett. 1991-től 1994-ig a Somogy Megyei Közgyűlés alelnöke, 1994 és 1998 között a közgyűlés elnöke volt.
Az 1994. és az 1998. évi országgyűlési választásokon az MSZP területi listás képviselőjelöltje volt, azonban ekkor még nem szerzett mandátumot. 1996-tól 1998-ig a Somogy Megyei Területfejlesztési Tanács, 1997 és 1998 között a Dél-dunántúli Regionális Fejlesztési Tanács alapító elnöke, 1998-tól 2004-ig pártja közgyűlési frakcióvezetője volt, emellett az OTP Ingatlan Rt. dél-dunántúli igazgatójaként dolgozott. 1991-től 2002-ig a Magyar Közigazgatási Kar megyei tagozatának, 2001-től a Rómahegyi Baráti Körnek volt elnöke.
1998 és 2000 között az MSZP országos választmányának tagja. 2000-től a párt megyei alelnöke, 2003-tól megyei elnöke volt. A 2002. évi országgyűlési választásokon a Somogy megyei területi listáról került a parlamentbe. Az Országgyűlésben a környezetvédelmi, a területfejlesztési és az idegenforgalmi bizottságok munkájában vett részt, 2002 és 2004 között a Balaton Fejlesztési Tanács elnöke volt.
2004 augusztusában az elsők között jelentette be, hogy Kiss Péter helyett Gyurcsány Ferenc miniszterelnökségét támogatja. 2004. október 4-től 2006. június 9-ig az első Gyurcsány-kormány regionális fejlesztésért és felzárkóztatásért felelős tárca nélküli minisztere volt, a második Gyurcsány-kormányban azonban már nem kapott miniszteri posztot. A 2006-os országgyűlési választásokon a Somogy megyei 2. választókerületből szerzett mandátumot, a parlamentben az oktatási és tudományos bizottság tagja lett.
2007-ben a MIniszterelnöki Hivatal államtitkára és a miniszterelnök vezetésével működő Fejlesztéspolitikai Irányító Testület területfejlesztésért felelős tagja lett, valamint a taszári repülőtér fejlesztésének miniszterelnöki megbízottja volt. 2008 és 2009 között Molnár Károly kutatás-fejlesztésért felelős tárca nélküli miniszter tevékenységében közreműködő államtitkárként dolgozott.
A 2010-es országgyűlési választásokon az MSZP Somogy megye területi listájáról szerzett mandátumot, az Országgyűlés önkormányzati és területfejlesztési, valamint oktatási, tudományos és kutatási bizottságának volt tagja. 2011-ben a Gyurcsány Ferenc által vezetett Demokratikus Koalíció alapító tagja, a DK Országos Tanácsának és pártalapítványának, az Új Köztársaságért Alapítványnak elnöke lett. Molnár Csaba, Niedermüller Péter és Gyurcsány mellett Kolber is részt vett a 2012 szeptemberében a választási regisztráció magyarországi bevezetése ellen a Kossuth téren tartott egy hetes éhségsztrájkban. 2014-ben kikerült az Országgyűlésből.
Felesége 1975-től Ternyák Terézia tanárnő, két gyermekük született, Kinga (1978) és Adél (1983).

## Díjai, elismerései
- Haza Szolgálatáért Érdemérem Arany fokozata (1988)
- A Magyar Köztársasági Érdemrend kiskeresztje (1995)
- Honvédelemért kitüntető cím I. osztálya (1996)
- Somogyért kitüntető díj (1999)
- Orci díszpolgára (2004)
- Siófok Barátja kitüntetés (2006)
- Barcs díszpolgára (2006)
- Mezőcsokonya díszpolgára (2009)